# Малушув (Любуське воєводство)
Малушув (пол. Małuszów) — село в Польщі, у гміні Суленцин Суленцинського повіту Любуського воєводства.
Населення — 107 осіб (2011).
У 1975-1998 роках село належало до Гожовського воєводства.

## Демографія
Демографічна структура станом на 31 березня 2011 року:
|          | Загалом | Допрацездатний вік | Працездатний вік | Постпрацездатний вік |
| -------- | ------- | ------------------ | ---------------- | -------------------- |
| Чоловіки | 53      | 11                 | 37               | 5                    |
| Жінки    | 54      | 13                 | 28               | 13                   |
| Разом    | 107     | 24                 | 65               | 18                   |